# Antirrhinum majus
La boca de dragón (Antirrhinum majus) es una especie de planta anteriormente clasificada en la familia Scrophulariaceae y, tras estudios filogenéticos, reclasificada en la familia Plantaginaceae. Es nativa del Mediterráneo, desde España, Marruecos, Portugal, Rumania y sur de Francia, hasta el este de Turquía y Siria.

## Descripción
Planta bienal hasta perenne, de 0,5–2 m de altura, con la base algo fina y frágil y flores vistosas.

## Hábitat
Roquedales, paredes, pendientes pedregosas.

## Distribución
Mediterráneo de España hasta Turquía y Siria. Cultivada y muy extendida.

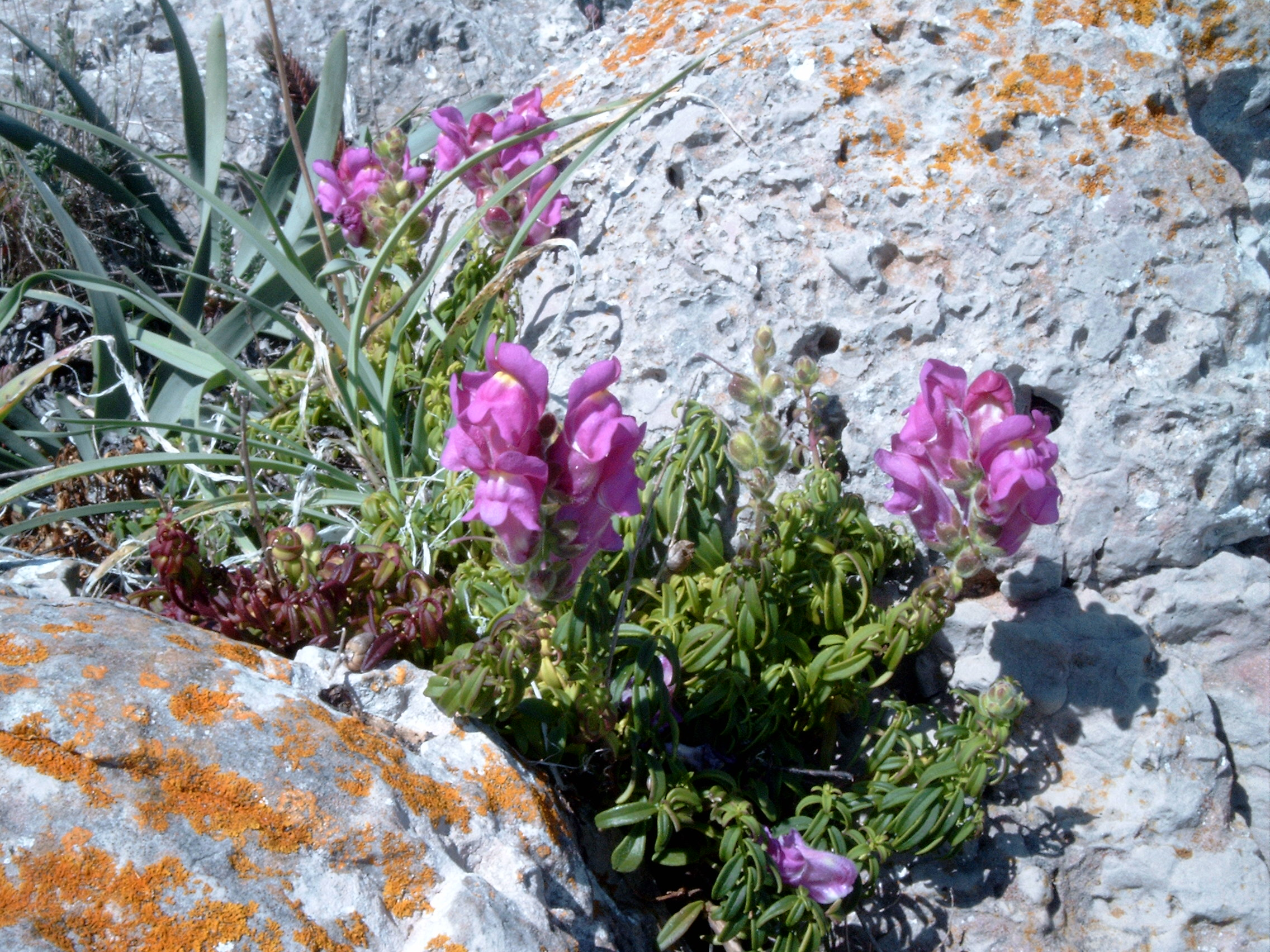
Antirrhinum majus subsp. linkianum.

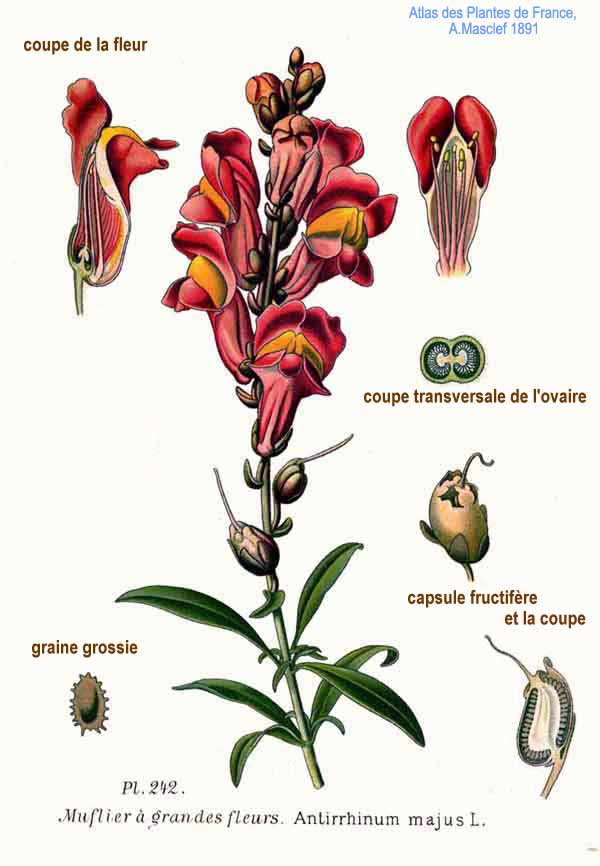
Ilustración

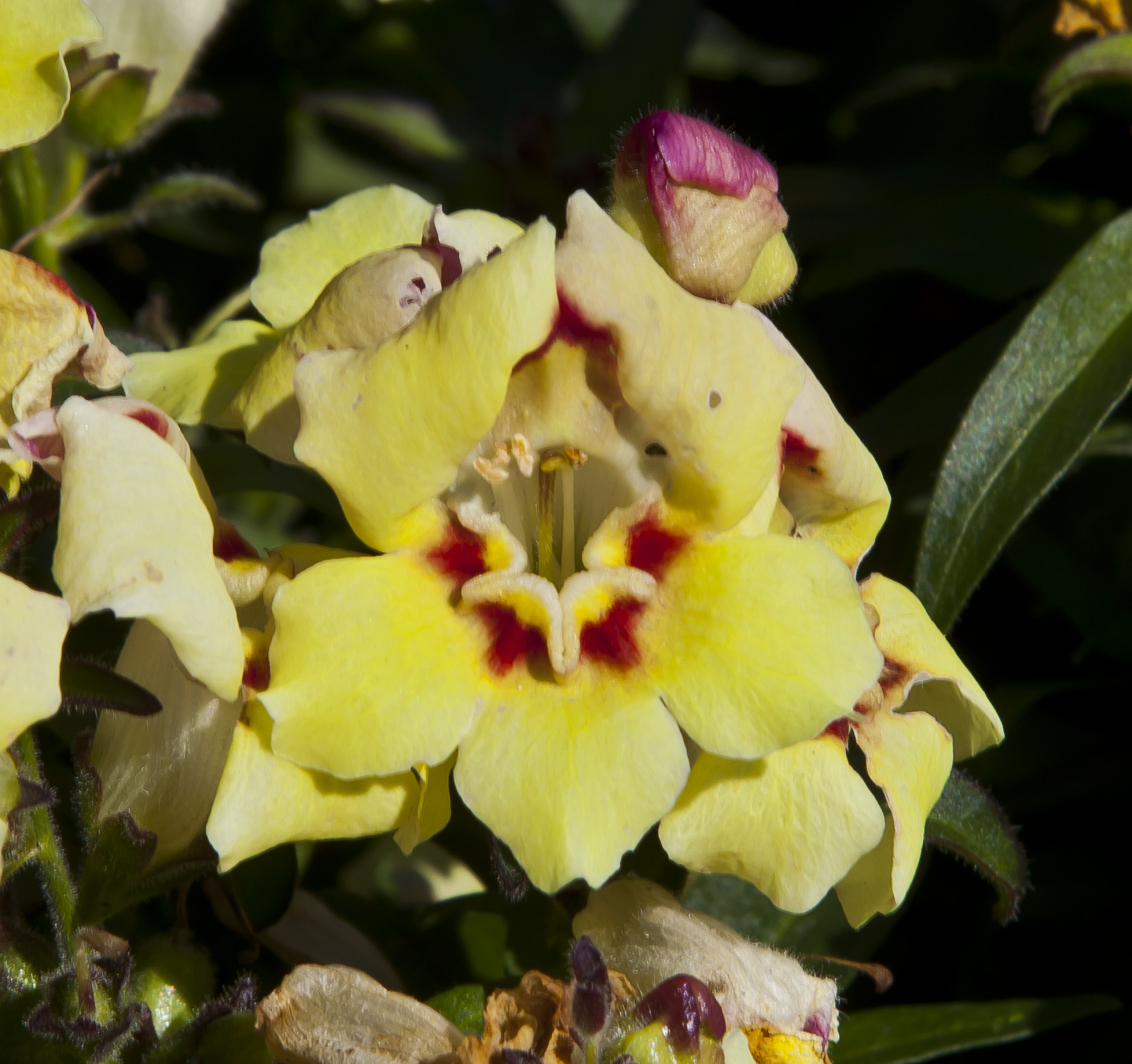
Detalle de la flor

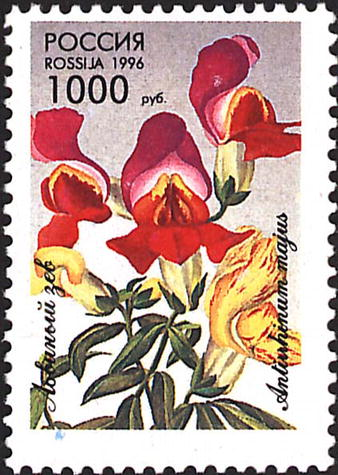
En un sello postal de Rusia

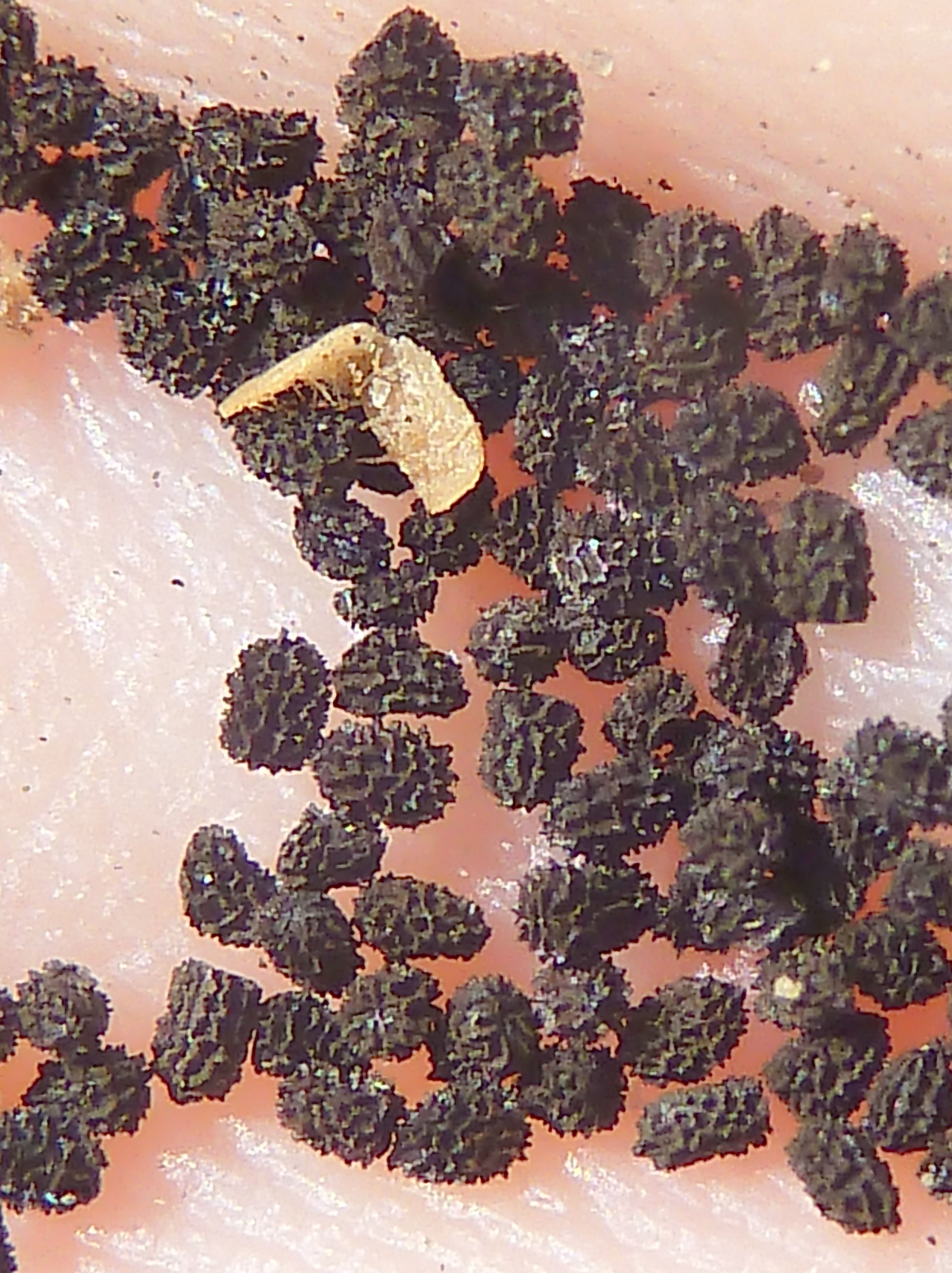
Semillas sueltas

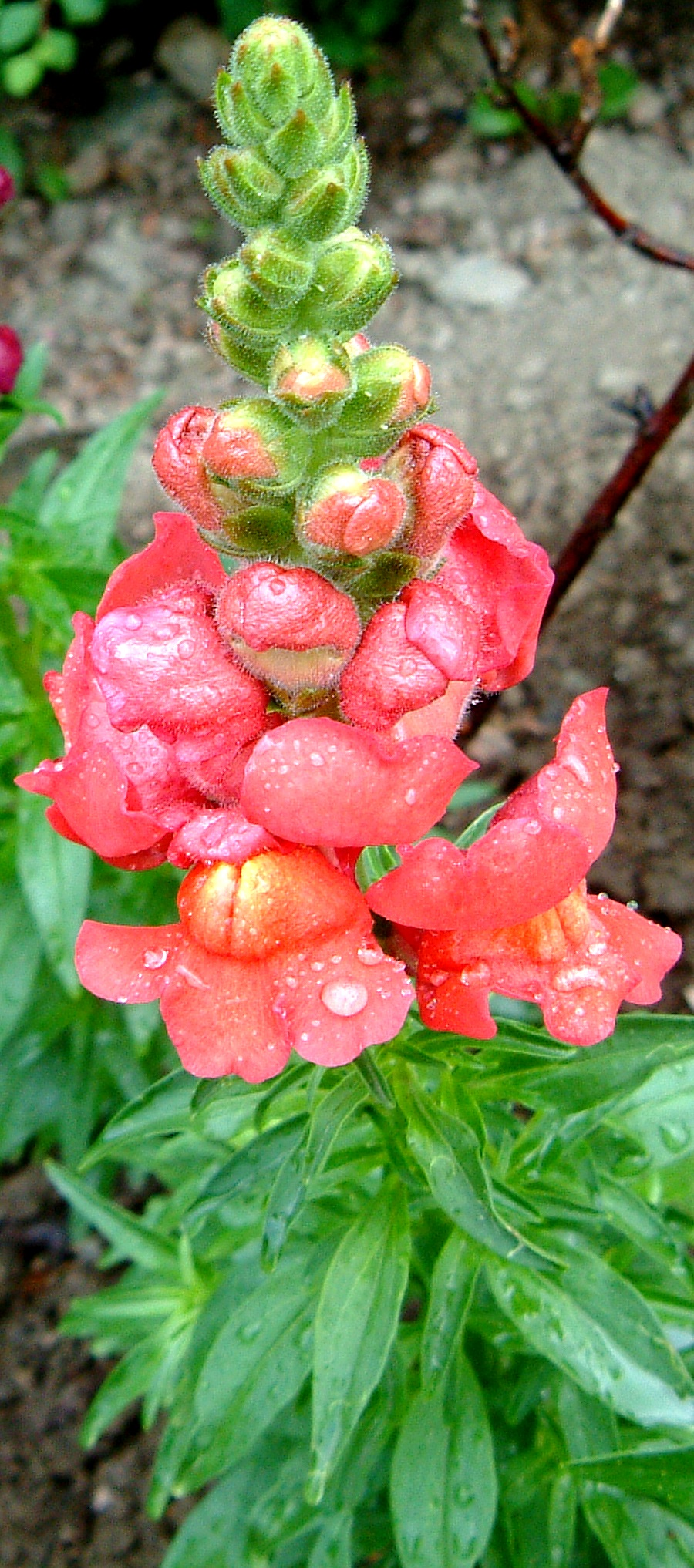
Cultivar

## Cultivo y usos
Las diversas especies son plantadas en jardines por sus flores.  Es tratada como planta anual , especialmente en zonas frías donde no sobrevive al invierno. Numeroso cultivares están disponibles, incluyendo plantas con flores de color lavanda, naranja, rosa, amarillo, o blancas, y también con una floración simétrica.
Existe una industria como paisajismo ornamental, y como flores de corte por su gran variabilidad en colores y formas. Debido al mejoramiento genético de cultivares en respuesta a luz y temperatura.

## Propiedades
Principios activos: contiene mucílagos, ácido gálico, resinas, pectina, rinantina, amargos.
Indicaciones: es emoliente tópico. Antiflogístico, resolvente. Astringente, detersivo, antiescorbútico, hepático, diurético. Es eficaz contra las inflamaciones, se usa para hemorroides. Se ha utilizado en gargarismos contra ulceraciones de la cavidad bucal. Internamente en colitis y pirosis. Externamente, como cataplasmas, sobre los eritemas.
 Aviso médico

## Estudios en el desarrollo de la simetría bilateral
El desarrollo de la monosimetría floral ha sido investigado mediante el uso de genética molecular y uno de los modelos más usados en este campo ha sido la planta boca de dragón del género Antirrhinum. Como primer modelo fue usada la especie Antirrhinum majus.
En términos adaptativos la monosimetría parece haber evolucionado varias veces de forma independiente a partir de la simetría radial debido a que es un sistema exitoso en relación con el gran potencial para la precisión de los mecanismos de polinización por animales.
La monosimetría se expresa por un desarrollo temprano de la mitad superior de la flor más débil en comparación con la mitad inferior. Este efecto en el desarrollo genera la supresión del estambre superior el cual es perceptible en la flor madura como un estaminodio diminuto. 
La simetría bilateral o asimetría dorso-ventral de las flores de Antirrhinum,  es formulada en la expresión de  2 verticilos de pétalos y 3 verticilos de estambres, por otro lado la corola presenta 5 pétalos de 3 identidades  de acuerdo a su posición en relación con el eje dorso-ventral de la flor: Uno ventral, un par de laterales y un par de dorsales. El pétalo ventral es simétrico en el plano de simetría bilateral de la flor, mientras que cada uno de los pétalos dorsales y laterales son internamente asimétricos. Los estambres los cuales están alternados con los pétalos también son de 3 tipos: Dos estambres largos ventrales, dos cortos laterales y un estaminodio o remanente de estambre detenido en el desarrollo, el cual se encuentra en una posición dorsal. Este patrón es generado  progresivamente durante los estadios en el desarrollo de acuerdo con tiempos de emergencia, tamaño y detalles morfológicos del meristema floral y los órganos florales.
Dos genes cycloidea (CYC) y dichotoma (DICH) juegan un papel importante en la expresión de la monosimetría, si los dos genes fallan, la flor expresa una forma polisimétrica. Los genes CYC y DICH se expresan en el dominio dorsal de la flor de Antirrhinum mediante la influencia en el crecimiento regional, determinando así su asimetría dorso-ventral y su asimetría y forma de los órganos florales. Un gen adicional DIV, influencia asimetrías regionales en la región ventral de la flor mediante un efecto cuantitativo en el crecimiento, su efecto en las asimetría regionales dependen de la interacción con CYC/DICH.
Estudios comparativos demuestran que la monosimetría se expresa en diferentes estados del desarrollo dependiendo de la especie o grupo sistemático. Sin embargo, se han realizado estudios de la monosimetría en otras Antirrhinaceae como Linaria y Misopates y en otras  Gesneriaceae.  En donde genes de las familias cycloidea y dichotoma también generan este patrón en la simetría floral.
Al parecer la asimetría es generada paso a paso mediante la distinción en un principio de la ubicación de los órganos (lateral, ventral, dorsal) y luego en los órganos en sí.
Los estudios de Almeida & Galego. 2005 indican la simetría y la forma pueden ser explicadas mediante la integración de la actividad genética y el crecimiento.  Sin embargo aún no se conoce exactamente la relación de genes como CYC, DICH and DIV en parámetros de crecimiento y la manera en que interactúan con otros genes que controlan el crecimiento.

## Taxonomía
Antirrhinum majus fue descrita por  Carlos Linneo y publicado en Species Plantarum 2: 617. 1753.
Etimología
Antirrhinum: nombre genérico que deriva del griego anti =  "como," y rhinon = "nariz," a causa de que las flores parece que tienen nariz.
majus: epíteto latino que significa "mayor".
Sinonimia
NOTA: Los nombres que presentan enlaces son sinónimos en otras especies: 
- Antirrhinum grandiflorum
- Antirrhinum hispanorum Bordère ex Rothm.
- Antirrhinum latifolium var. pseudomajus Rouy
- Antirrhinum latifolium var. purpurascens Benth.
- Antirrhinum majus subsp. verticillatum Rouy
- Antirrhinum majus subsp. vulgare Rouy
- Antirrhinum majus var. longipedunculatum Regel
- Antirrhinum majus var. peloria Migout
- Antirrhinum majus var. pseudomajus Rouy
- Antirrhinum murale Salisb.
- Antirrhinum vulgare Bubani[13]
- Orontium majus (L.) Pers.
- Termontis racemosa Raf.

## Nombres comunes
Abrebocas, antirrino, becerra, boca de dragón, boca de león, bocas de dragón, bocas de león, boquilla de dragón, boquillas de dragón, cabeza de ternera, claveles, conejetes, conejillos, conejitos, conejitos muertos, dragón, dragoncillo, dragoncillos, dragones, flor de la mortaja, flor del desengaño, flor del sapo, flor de sapo, gallitos, garganta de lobo, gatos, hierba becerra, morro de lobo, morros de lobo, muerte de español, muerte de italiano, muerte de portugués, muerte galana, pan y queso, perritos, pirigallo, san juanes, sapos, tarasca de jardines, tarasca de jardín, yerba becerra, yerba vecerra, zapaticos de la Virgen, zapaticos del Niño Jesús.